# فضاء عام
نشأ مصطلح الفضاء العام (Universal space) في علم الحاسب الآلي] في منتصف الستينيات من القرن العشرين، ووضعه جون هولاند. ويشير هذا المصطلح إلى النظام الفردي للتمثيل أو الاتصالات, «مثل الفضاء المستخدم في الفيزياء لدراسة آلياته المختلفة», وذلك حتى يمكننا من التركيز على معالجة المعلومات التي يقوم بها أعضاء نشطون في الفضاء.

## شرح عصري
على مدار العقود تم إنشاء العديد من أنواع وأشكال أنظمة الاتصالات العامة ومعالجة المعلومات وذلك من أجل توصيل التطبيقات المختلفة معًا. ويسمح المحول البرمجي ونظام التشغيل لوظيفة واحدة باستدعاء الأخرى. ولقد ارتفع وانخفض نداء الإجراء البعيد (RPC) وكوربا وإطار عمل عناصر الشبكة التي لا تُحصى. ولقد قوبل كل ارتفاع هائل بحماس شديد حيث يسعى المبرمجون إلى توفير بيئة مستقرة لأمد طويل من أجل آلية الاتصال بين العمليات.
قد يطلق على تلك الفئة من أطر عمل التطبيق والأنظمة المختصة بـ آلية الاتصال بين العمليات العامة الفضاء العام، لأن المؤيدين لها يسعون إلى تحقيق مجموعة فرعية تكميلية حسب الأهداف التي حددها جون هولاند في أعماله الابتكارية حول الآلية العامة.

## أحدث التطورات
يقدم نظام تشغيل الويب (أو «نظام تشغيل الويب الكبير») الوعود بأن يكون فضاءً عامًا طويل الأمد مستقرًا (الفضاء العام للويب) وهو الأمر الذي طالما سعى إليه المبرمجون. ومن مميزاته التي يتفوق بها على الخيارات الأخرى الانفتاح وسهولة استخدام صيغة البيانات المهيكلة لغة الرقم القابلة للامتداد (XML) التي تعتمد عليها النصوص وشيوع وإمكانية التوسع لـ بروتوكول نقل النص الفائق (HTTP).